# 에그 롤

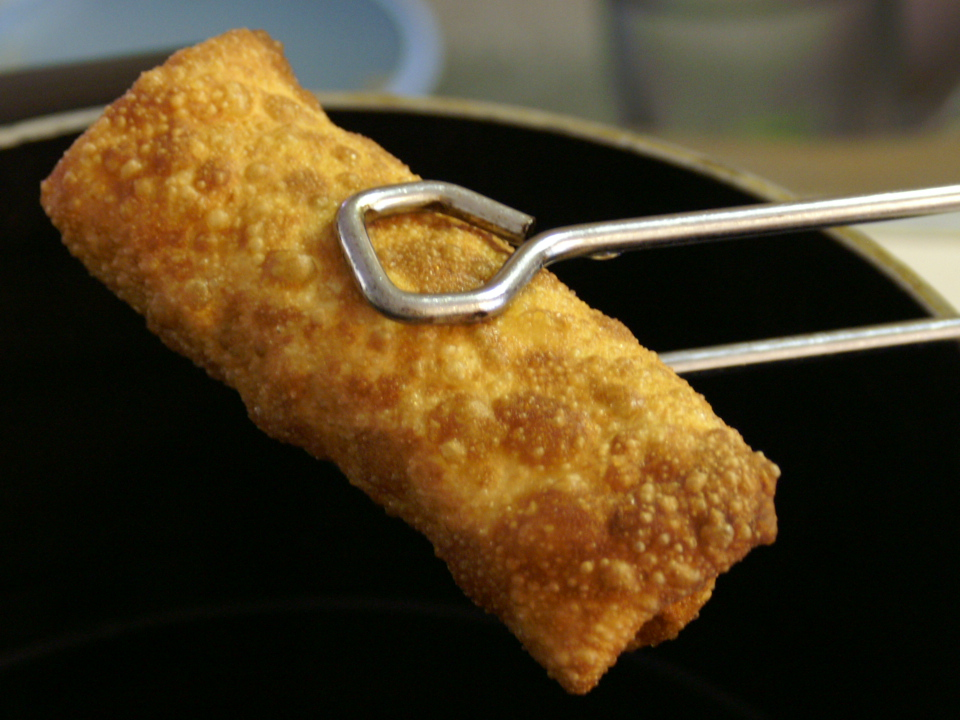
에그 롤

에그롤(egg roll)은 미국식 중국 요리 식당에서 제공되는 튀겨낸 애피타이저의 한 종류이다. 에그롤은 원통형 모양의 향미가 있는 롤이며 밀가루피 안에 채썬 양배추와 돼지고기 등의 소가 들어가있고 이를 뜨거운 기름에 튀겨낸 것이다. 이 요리는 따뜻한 상태로 대접되며 손가락으로 보통 집어서 덕 소스, 간장, 플럼 소스, 핫 머스터드에 찍어 먹는다. 이 소스는 보통 셀로판지 주머니에서 꺼낼 수 있다. 에그롤은 미국식 중국 요리의 고유한 한 특징이며 미국 전역에서 (볶음밥, 포춘 쿠키와 함께) 미국식 중국 콤비 접시의 무료 추가 음식으로 대접되기도 한다.

## 같이 보기
- 짜 조
- 찹 수이
- 계란말이
- 소를 넣은 음식 목록
- 룬삐앙
- 파스텔 (음식)
- 뻐삐앙
- 사모사
- 춘권
- 월남쌈